# Alpi dell'Adula
Le Alpi dell'Adula (dette anche Alpi Mesolcinesi e Grigionesi Occidentali oppure Alpi Lepontine Orientali) sono una sottosezione delle Alpi Lepontine. Si trovano in Svizzera (Canton Ticino e Canton Grigioni) e, in parte minore, in Italia (Regione Lombardia). Costituiscono la parte più orientale delle Alpi Lepontine oltre il Passo del Lucomagno. Prendono il nome dall'Adula, montagna più alta e più significativa del gruppo. La vetta più alta è l'Adula che raggiunge i 3.402 m s.l.m..

## Delimitazioni
Confinano:
- a nord con le Alpi Glaronesi in senso stretto e separate dal Reno Anteriore;
- a est con le Alpi del Plessur, le Alpi del Platta e le Alpi del Bernina (nelle Alpi Retiche occidentali) e separate dal Passo dello Spluga;
- a sud con le Prealpi Comasche (nelle Prealpi Luganesi) e separate dal Passo San Jorio;
- a ovest con le Alpi Ticinesi e del Verbano e le Alpi del Monte Leone e del San Gottardo (nella stessa sezione alpina) e separate dal corso del fiume Ticino.

Ruotando in senso orario i limiti geografici sono: Passo dello Spluga, torrente Liro, fiume Mera, Lago di Como, torrente Liro, Passo San Jorio, torrente Morobbia, fiume Ticino, torrente Brenno, Passo del Lucomagno, Val Medel, Disentis/Mustér, fiume Reno Anteriore, Tamins, fiume Reno Posteriore, Splügen, Passo dello Spluga.

## Suddivisione
La classificazione SOIUSA delle Alpi dell'Adula è la seguente:
- Grande parte = Alpi Occidentali
- Grande settore = Alpi Nord-occidentali
- Sezione = Alpi Lepontine
- Sottosezione = Alpi dell'Adula
- Codice = I/B-10.III

Le Alpi dell'Adula si suddividono in quattro supergruppi: a nord-ovest la Catena Medel-Terri, a sud-ovest il Gruppo dell'Adula, a nord-est i Monti dello Spluga e a sud-est la Catena Mesolcina.
Nel dettaglio la suddivisione nei quattro supergruppi, dieci gruppi e tredici sottogruppi è la seguente:
- Catena Medel-Terri (A)
  - Gruppo Medel-Scopi (A.1)
    - Gruppo dello Scopi (A.1.a)
    - Gruppo del Medel (A.1.b)

  - Gruppo Terri-Cavel (A.2)
    - Gruppo del Terri (A.2.a)
    - Gruppo del Cavel (A.2.b)
- Gruppo dell'Adula (in senso ampio) (B)
  - Gruppo dell'Adula in senso stretto (B.3)
    - Catena centrale dell'Adula (B.3.a)
    - Costiera di Pinaderio (B.3.b)
    - Costiera delle Grane (B.3.c)

  - Gruppo Güferhorn-Fanellhorn (B.4)
  - Gruppo Zapporthorn-Groven (B.5)
    - Gruppo dello Zapporthorn (B.5.a)
    - Catena Rodond-Gagela-Groven (B.5.b)

  - Gruppo Fraciòn-Torrone Alto (B.6)
    - Costiera Puntone dei Fraciòn-Cima dei Cogn (B.6.a)
    - Costiera del Torrone Alto (B.6.b)
- Monti dello Spluga (C)
  - Gruppo del Piz Tomül (C.7)
  - Gruppo del Beverin (C.8)
- Catena Mesolcina (D)
  - Gruppo Tambò-Pian Guarnei (D.9)
    - Gruppo Tambò-Curciusa (D.9.a)
    - Costiera Pian Guarnei-Piz Pombi (D.9.b)

  - Catena Piz della Forcola-Pizzo Paglia (D.10)[3]

## Vette

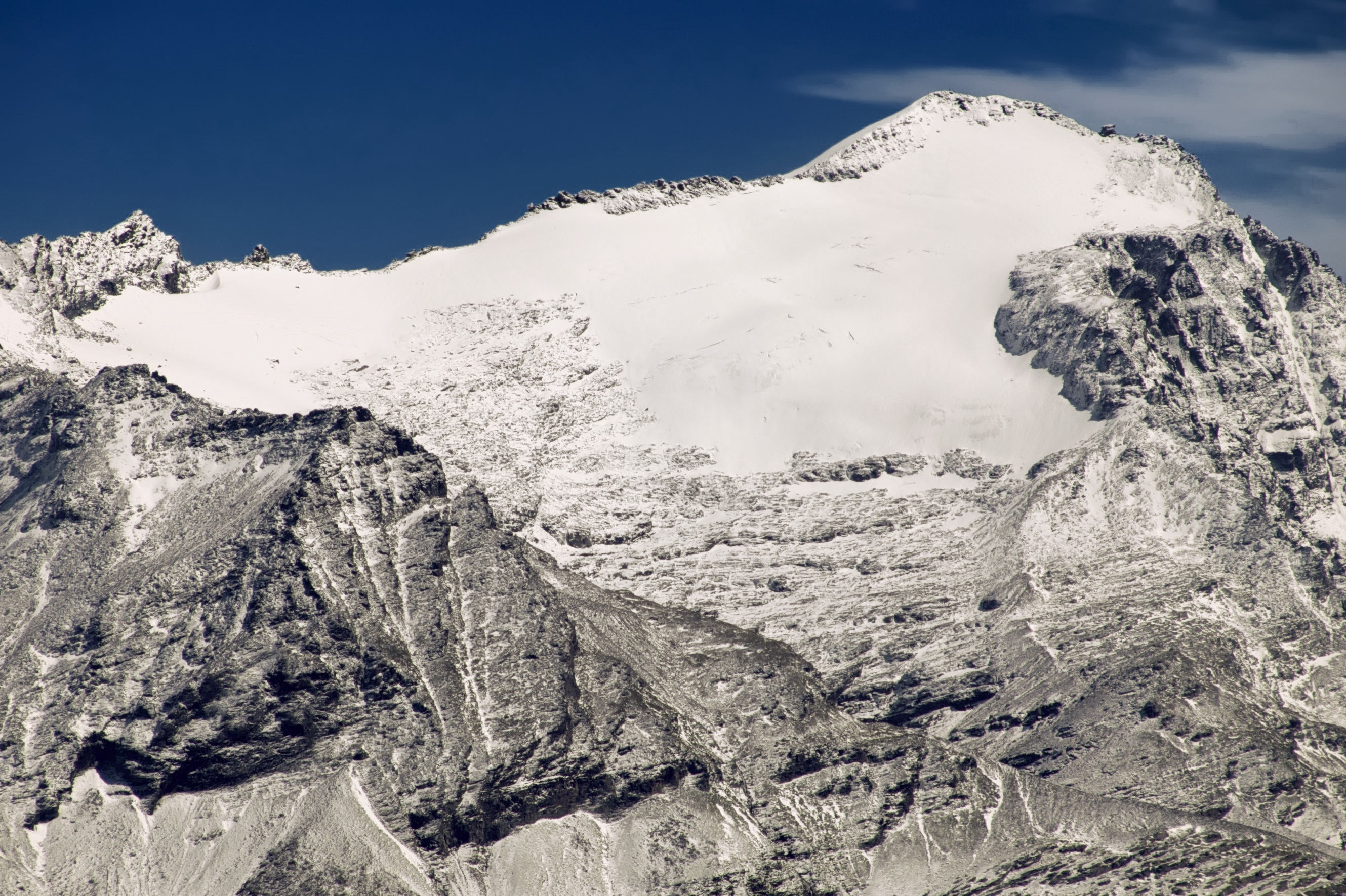
L'Adula.

Le montagne principali del gruppo sono:
- Adula - 3.402 m
- Güferhorn - 3.379 m
- Pizzo Tambò - 3.279 m
- Grauhorn - 3.260 m
- Piz Medel - 3.210 m
- Rheinquellhorn - 3.200 m
- Scopi - 3.200 m
- Cima di Camadra - 3.172 m
- Piz Vial - 3.168 m
- Cima Rossa - 3.161 m
- Pizzo dei Piani - 3.158 m
- Pizzo Zapport - 3.152 m
- Piz Terri - 3.149 m
- Pizzo Cramorino - 3.134 m
- Pizzo di Cassimoi - 3.129 m
- Fanellhorn - 3.124 m
- Pizzo Gaglianera - 3.120 m
- Pizzo Ferré - 3.103 m
- Bruschghorn - 3.056 m
- Alperschällihorn - 3.039 m
- Pizzo Quadro - 3.015 m
- Cime di Val Loga - 3.004 m
- Piz Beverin - 2.997 m
- Piz de la Lumbreida - 2.983 m
- Torrone Alto - 2.948 m
- Piz Tomül - 2.946 m
- Piz Cavel - 2.944 m
- Pizzo Tamborello - 2.858 m
- Pizzo di Claro - 2.727 m
- Pizzo Uccello - 2.724 m
- Piz de Groven - 2.694 m
- Piz della Forcola - 2.675 m
- Pizzo Paglia - 2.593 m
- Pizzo Roggione - 2.576 m
- Pizzo Cavregasco - 2.535 m
- Pizzo Ledu - 2.505 m
- Colma di Pinaderio - 2.486 m
- Cima dello Stagn - 2.380 m
- Monte Berlinghera - 1.930 m

## Rifugi

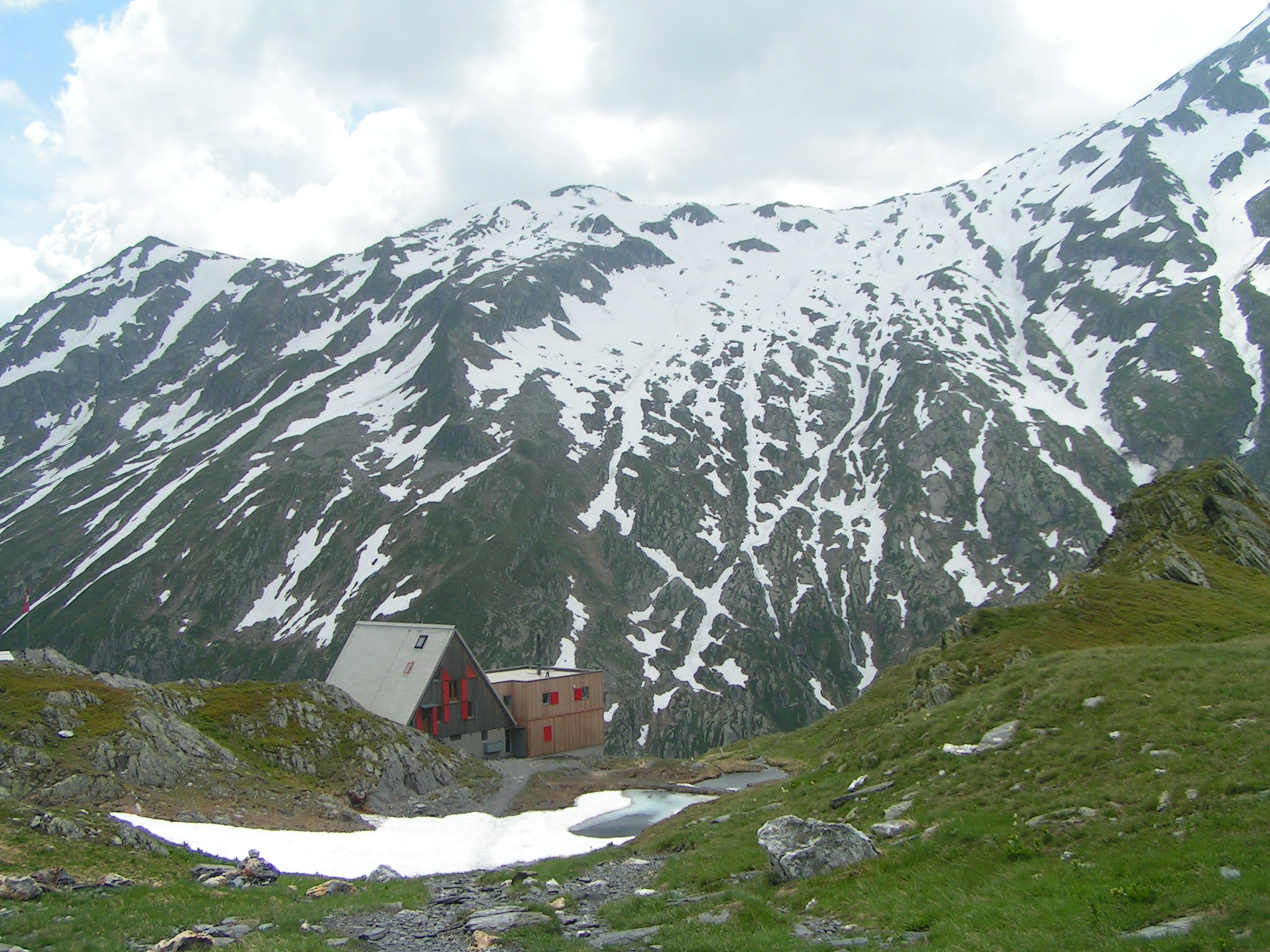
La Capanna Scaletta.

Per facilitare l'escursionismo e la salita alle vette nelle Alpi dell'Adula vi sono diversi rifugi:
- Camona da Medel - 2.524 m
- Capanna Adula UTOE - 2.393 m
- Camona da Maighels - 2.314 m
- Zapporthütte - 2.276 m
- Capanna Scaletta - 2.205 m
- Capanna Scaradra - 2.173 m
- Capanna Motterascio - 2.172 m
- Camona da Terri - 2.170 m
- Capanna Quarnèi - 2.108 m
- Länta-Hütte - 2.090 m
- Capanna Buffalora - 2.078 m
- Capanna di Cava - 2.066 m
- Rifugio Biasagn - 2.023 m
- Capanna Adula CAS - 2.012 m
- Capanna Brogoldone - 1.904 m
- Capanna Bovarina - 1.870 m
- Capanna Como - 1.790 m
- Capanna Dötra - 1.748 m